# 야시카 미니스터 D
야시카 미니스터 D(Yashica Minister D)는 1963년에 일본에서 만들어진 35mm 레인지 파인더 카메라이다. 또한 야시카 미니스터 D는 야시논 4.5cm f/2.8 렌즈를 사용하며, 코팔-SVL 셔터를 사용한다.